# Joe Ranft
Joe Ranft (* 13. März 1960 in Pasadena, Kalifornien; † 16. August 2005 im Mendocino County, Kalifornien) war ein US-amerikanischer Drehbuchautor und kreativer Kopf bei Pixar.

## Leben
Joe wurde nach seinem Bruder Jerome und seiner Schwester Ruth-Ann 1960 im kalifornischen Pasadena geboren. Er wuchs in Whittier, Kalifornien, auf und interessierte sich früh für die Zauberei und Magie. Er absolvierte das California Institute of the Arts, 1980 wurde er von Disney übernommen.
Joe Ranft arbeitete von 1980 bis 1992 für Disney und war unter anderem an der Erstellung der Drehbücher von Der König der Löwen (The Lion King, 1994) und Die Schöne und das Biest (Beauty and the Beast, 1991) beteiligt.
Am 5. Oktober 1992 holte ihn sein ehemaliger Professor John Lasseter, Vize-Präsident von Pixar, zum Animationsstudio Pixar. Joe Ranft war als Head of Story von Pixar einer der kreativen Köpfe und am Erfolg des Unternehmens außerordentlich beteiligt. Bei Pixar schrieb er die Drehbücher für Toy Story und Das große Krabbeln (A Bug’s Life, 1998). Ranft war auch die Originalstimme für Gustl, die Raupe (Heimlich the Caterpillar) in Das große Krabbeln sowie für den Pinguin Wheezy in Toy Story 2.
Für das Drehbuch zu Toy Story hatte Ranft eine Oscar-Nominierung erhalten.
Joe Ranft starb am 16. August 2005, als sein Wagen mit zwei weiteren Insassen von einer Klippe ins Meer stürzte. Auch Ranfts Fahrer Elegba Earl kam bei dem Unfall ums Leben. Sein Tod ereignete sich während der Produktion des Disney-Films Cars, bei dem er Co-Regie geführt hatte. Der Film wird ihm im Abspann gewidmet.
Ihm wurde 2006 posthum die Disney-Legends-Auszeichnung verliehen.

## Filmografie
Drehbuchautor
- 1981: Cap und Capper (The Fox and the Hound)
- 1982: Vincent
- 1982: Fun with Mr. Future
- 1984: Frankenweenie
- 1986: Prost Neujahr, Charlie Brown! (Happy New Year, Charlie Brown!)
- 1986: Basil, der große Mäusedetektiv (The Great Mouse Detective)
- 1986: Feivel, der Mauswanderer (An American Tail)
- 1987: Alwin und die Weltenbummler (The Chipmunk Adventure)
- 1987: Sport Goofy im Fußballfieber (Sport Goofy in Soccermania)
- 1987: Der tapfere kleine Toaster (The Brave Little Toaster)
- 1988: Oliver & Co. (Oliver & Company)
- 1989: Arielle, die Meerjungfrau (The Little Mermaid)
- 1990: Bernard und Bianca im Känguruhland (The Rescuers Down Under)
- 1991: Rock a Doodle (Rock-a-Doodle)
- 1991: Die Schöne und das Biest (Beauty and the Beast)
- 1992: Aladdin
- 1993: The Very Hungry Caterpillar and Other Stories
- 1993: Dennis (Dennis the Menace)
- 1993: Der Dieb und der Schuster (The Thief and the Cobbler)
- 1993: Vier Dinos in New York (We're Back! A Dinosaur's Story)
- 1993: Batman und das Phantom (Batman: Mask of the Phantasm)
- 1994: Däumeline (Thumbelina)
- 1994: Der König der Löwen (The Lion King)
- 1994: Der Zaubertroll (A Troll In Central Park)
- 1994: Die Schwanenprinzessin (The Swan Princess)
- 1995: Hubi, der Pinguin (The Pebble and the Penguin)
- 1995: Pocahontas
- 1995: The Big Green – Ein unschlagbares Team (The Big Green)
- 1995: Toy Story
- 1996: James und der Riesenpfirsich (James and the Giant Peach)
- 1996: Der Glöckner von Notre Dame (The Hunchback of Notre Dame)
- 1996: Harriet, die kleine Detektivin (Harriet the Spy)
- 1996: Der blaue Pfeil (La freccia azzurra/How the Toys Saved Christmas)
- 1997: Danny der Kater (Cats Don't Dance)
- 1997: Der tapfere kleine Toaster als Retter in der Not (The Brave Little Toaster to the Rescue)
- 1997: Hercules
- 1998: Das magische Schwert – Die Legende von Camelot (Quest for Camelot)
- 1998: Der tapfere kleine Toaster fliegt zum Mars (The Brave Little Toaster Goes to Mars)
- 1998: Small Soldiers
- 1998: T.R.A.N.S.I.T.
- 1998: Rugrats – Der Film (The Rugrats Movie)
- 1998: Das große Krabbeln (A Bug’s Life)
- 1998: Der Prinz von Ägypten (The Prince of Egypt)
- 1999: Der Gigant aus dem All (The Iron Giant)
- 1999: Fantasia 2000
- 2000: Chicken Run – Hennen rennen (Chicken Run)
- 2000: It’s the Pied Piper, Charlie Brown
- 2000: Rugrats in Paris – Der Film (Rugrats in Paris: The Movie)
- 2000: Ein Königreich für ein Lama (The Emperor’s New Groove)
- 2001: Der Schwan mit der Trompete (The Trumpet of the Swan)
- 2001: Atlantis – Das Geheimnis der verlorenen Stadt (Atlantis: The Lost Empire)
- 2001: Osmosis Jones
- 2002: War Game
- 2002: Ice Age
- 2006: Tierisch wild (The Wild)
- 2006: Cars
- 2006: Jagdfieber (Open Season)
- 2006: Mater and the Ghostlight
- 2007: Ratatouille
- 2007: The Pixar Story
- 2009: Waking Sleeping Beauty
- 2022: Lightyear

Stimme (Originalfilm)
- 1982: Luau
- 1983: Hansel and Gretel
- 1985: Taran und der Zauberkessel (The Black Cauldron)
- 1987: Der tapfere kleine Toaster (The Brave Little Toaster)
- 1987: Die Geisterjäger (Scooby-Doo Meets the Boo Brothers)
- 1988: Falsches Spiel mit Roger Rabbit (Who Framed Roger Rabbit)
- 1988: Scooby Doo und der widerspenstige Werwolf (Scooby-Doo and the Reluctant Werewolf)
- 1988: In einem Land vor unserer Zeit (The Land Before Time)
- 1989: Little Golden Book Land
- 1989: Charlie – Alle Hunde kommen in den Himmel (All Dogs Go to Heaven)
- 1990: Comic-Stars gegen Drogen (Cartoon All-Stars to the Rescue)
- 1990: DuckTales: Der Film – Jäger der verlorenen Lampe (DuckTales the Movie: Treasure of the Lost Lamp)
- 1991: Die kleine Dampflokomotive (The Little Engine That Could)
- 1992: FernGully – Christa und Zaks Abenteuer im Regenwald (FernGully: The Last Rainforest)
- 1992: Tom & Jerry – Der Film (Tom and Jerry: The Movie)
- 1992: Frosty Returns
- 1993: Super Mario Bros.
- 1993: Nightmare Before Christmas (The Nightmare Before Christmas)
- 1994: Scooby-Doo! in Arabian Nights
- 1995: Toy Story
- 1996: Space Jam
- 1997: Anastasia
- 1998: Mulan
- 1998: Scooby-Doo und die Gespensterinsel (Scooby-Doo on Zombie Island)
- 1998: A Night at the Roxbury
- 1998: Antz
- 1998: Das große Krabbeln (A Bug’s Life)
- 1999: Tarzan
- 1999: Scooby-Doo und das Geheimnis der Hexe (Scooby-Doo and the Witch’s Ghost)
- 1999: Pokémon – Der Film (Pokémon: The First Movie)
- 1999: Toy Story 2
- 2000: Pokémon 2 – Die Macht des Einzelnen (Pokémon: The Movie 2000)
- 2000: Thomas, die fantastische Lokomotive (Thomas and the Magic Railroad)
- 2000: Captain Buzz Lightyear – Star Command: Das Abenteuer beginnt! (Buzz Lightyear of Star Command: The Adventure Begins)
- 2000: Blue’s Big Musical (Blue's Big Musical Movie)
- 2000: Scooby-Doo und die Außerirdischen (Scooby-Doo and the Alien Invaders)
- 2001: Monkeybone
- 2001: Pokémon 3 – Im Bann der Icognito (Pokémon 3: The Movie)
- 2001: Shrek – Der tollkühne Held (Shrek)
- 2001: Atlantis – Das Geheimnis der verlorenen Stadt (Atlantis: The Lost Empire)
- 2001: Scooby-Doo und die Cyber-Jagd (Scooby-Doo and the Cyber Chase)
- 2001: Die Monster AG (Monsters, Inc.)
- 2001: Ein Weihnachtsmärchen (Christmas Carol: The Movie)
- 2001: Jimmy Neutron – Der mutige Erfinder (Jimmy Neutron: Boy Genius)
- 2002: Tom und Jerry – Der Zauberring (Tom and Jerry: The Magic Ring)
- 2002: Scooby-Doo (Scooby-Doo)
- 2002: Lilo & Stitch
- 2002: Jonah: A VeggieTales Movie
- 2002: Pokémon 4 – Die zeitlose Begegnung (Pokémon 4Ever)
- 2002: Der Schatzplanet (Treasure Planet)
- 2002: Abenteuer der Familie Stachelbeere (The Wild Thornberrys Movie)
- 2003: Pokémon Heroes – Der Film (Pokémon Heroes)
- 2003: Findet Nemo (Finding Nemo)
- 2003: Die Rugrats auf Achse (Rugrats Go Wild)
- 2003: Buddy – Der Weihnachtself (Elf)
- 2003: Looney Tunes: Back in Action
- 2004: Scooby Doo 2 – Die Monster sind los (Scooby-Doo 2: Monsters Unleashed)
- 2004: Die Kühe sind los (Home on the Range)
- 2004: Shrek 2 – Der tollkühne Held kehrt zurück (Shrek 2)
- 2004: Die Unglaublichen (The Incredibles)
- 2004: Der Polarexpress (The Polar Express)
- 2004: Der SpongeBob Schwammkopf Film (The SpongeBob SquarePants Movie)
- 2005: Tom & Jerry – Abenteuer auf dem Mars (Tom and Jerry Blast Off to Mars)
- 2005: Robots
- 2005: Madagascar
- 2005: Corpse Bride – Hochzeit mit einer Leiche (Corpse Bride)
- 2005: Tom & Jerry – Mit Vollgas um die Welt (Tom and Jerry: The Fast and the Furry)
- 2005: The Legend of Frosty the Snowman
- 2005: Himmel und Huhn (Chicken Little)
- 2006: Cars
- 2006: Flutsch und weg (Flushed Away)